# ものみの塔聖書冊子協会

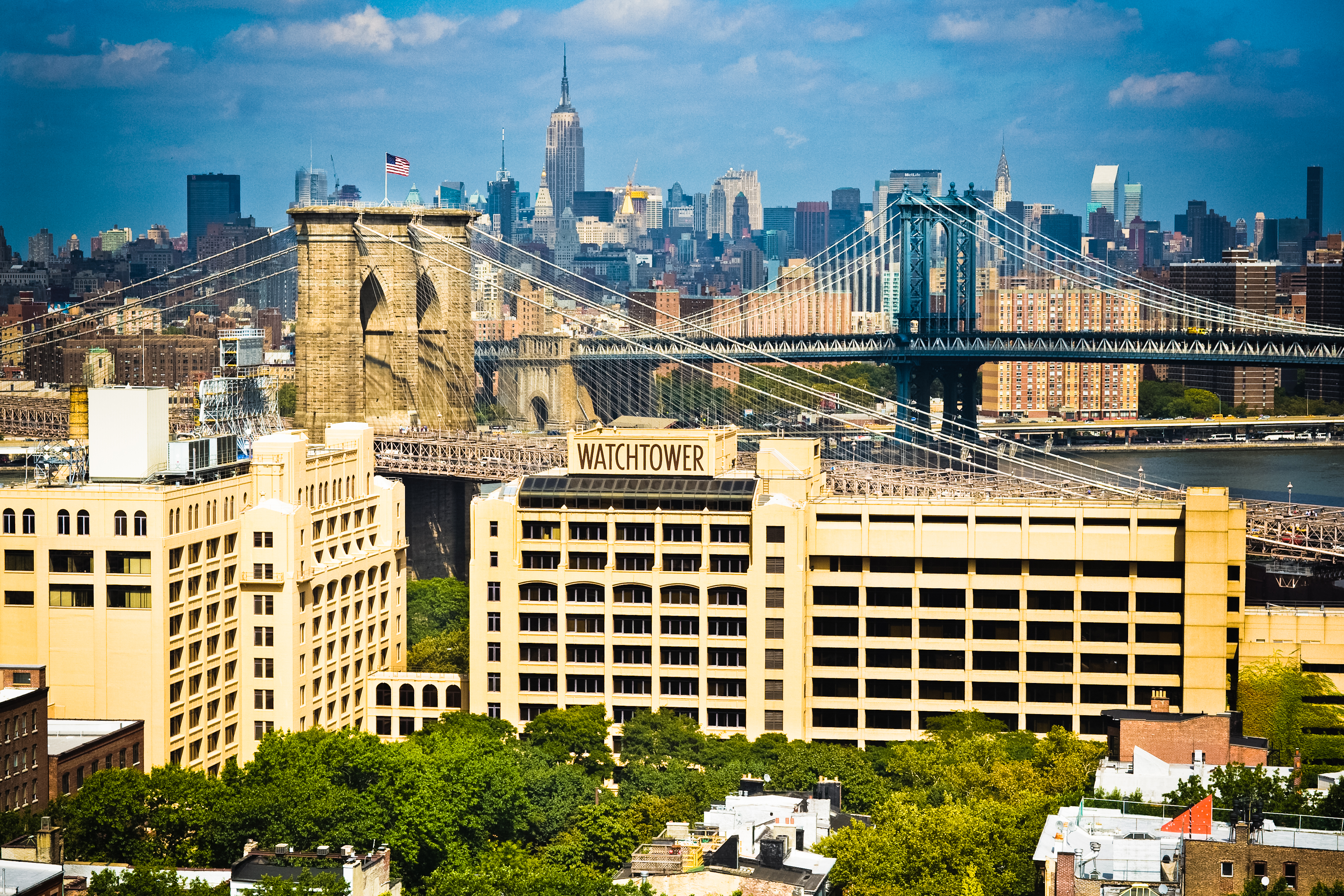
ブルックリンの協会本部、2009年

ものみの塔聖書冊子協会（ものみのとうせいしょさっしきょうかい）はエホバの証人によって運営される法人である。この名で知られる組織はふたつあり、ひとつは「ペンシルバニア州のものみの塔聖書冊子協会」で、もうひとつは「ニューヨーク法人 ものみの塔聖書冊子協会」である。エホバの証人の「世界本部」は後者の協会施設内に設置されている。書籍等の発行者は後者とされるが、出版物の著作権表示は前者でなされる。
なお、エホバの証人が単に「協会」と表現する場合、これら法人組織を指すのではなく、これら組織の運営に携わる代表者の一団を指す語として用いられるのが普通である。

## ペンシルバニア州のものみの塔聖書冊子協会

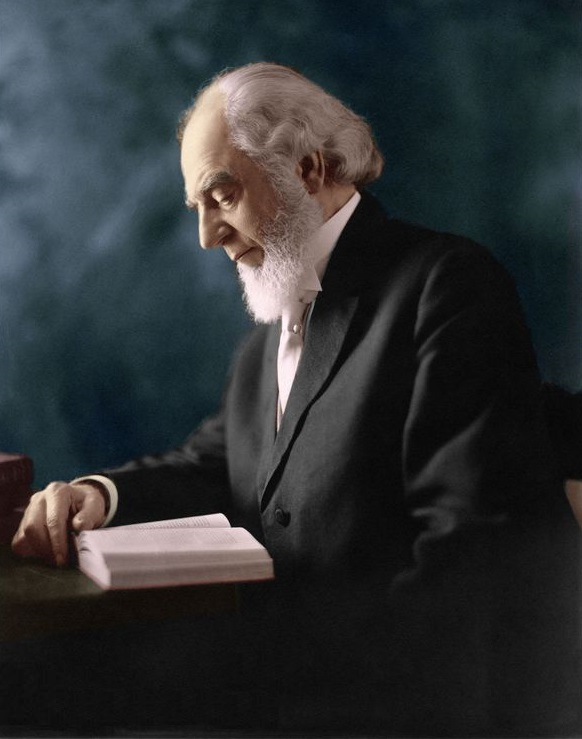
チャールズ・テイズ・ラッセル

1881年2月16日に設立され、当初は「シオンのものみの塔冊子協会」と呼ばれた。この同じ年には、コルポーター（エホバの証人の伝道活動の前身、「聖書文書頒布者」とも）の募集が『シオンのものみの塔』誌上に掲載されるが、協会設立の目的とは、彼らが頒布する聖書文書の印刷と、頒布活動の調整であったとされる。設立当初、会長職にあったのは ウィリアム・ヘンリー・コンリーであったが、同協会は1884年12月25日にペンシルベニア州の非営利法人法に従い、法人として認可されるに至る。法人化にあたって、チャールズ・テイズ・ラッセルが会長に就任する。。1896年には「ものみの塔聖書冊子協会」へと名称変更し、1955年にはさらに、現在の名称である「ペンシルバニア州のものみの塔聖書冊子協会」へと変更される。。
1898年には会長であるラッセルが個人所有していた「塔出版会社」が協会に寄贈され、『ものみの塔』や『聖書研究』等、ラッセルが個人的に執筆した出版物も扱うようになる。ただし、この頃までの印刷と製本は業者への発注で、実際に行っていた作業は植字と組版の作成であり、印刷コストを少しでも下げるための取り組みであったとされる。

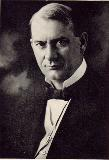
ジョセフ・F・ラザフォード

1916年10月31日にラッセルが死亡すると、2ヶ月ほどの会長席空位を挟み、翌年初頭の年次総会においてジョセフ・フランクリン・ラザフォードが次の会長に選出される。しかし、彼の着任から程なくして4人の理事達が彼に批判的な行動を示し始めると、彼らは解任され、同調した者達も共に協会を去る。解任された理事達は各地で公演を行い、組織から離れる者達が続出する（1918年には沈静化）。それとほぼ時を同じくして、ラッセルの遺稿である『聖書研究』シリーズの第七巻にあたる『終了した秘義』が出版・頒布されるようになると、その内容に激怒した者達は政府を動かし、1918年に同書はカナダで発禁処分を受ける。同書に対する反対はアメリカ合衆国でも起こり、会長を含む8人の理事達がアトランタの連邦刑務所に収監される。時節は第一次世界大戦の只中であり、活動そのものが制限されている状況でもあったため、残された者達の手でブルックリンにあった施設（本部機能は1906年にニューヨーク州へと移転されていた）は売却され、活動拠点はラッセルらによる旗揚げの地である、ペンシルベニア州ピッツバーグへと戻された。
戦争終結後、理事達が釈放されると、本部機能を再びブルックリンへと戻す。また、当時は不可能であろうと考えられてきた輪転機の入手に成功。1920年の初頭には、製本に至るまでの全工程を、自力で行えるだけの体制が整う。
主な財源は信者や、文書を受け取った人の金銭支払いによる。伝道者数は800万人ほどである。
組織の歴史上最も重要な出来事であるとされるのは、協会の定款の改正案が提出された1944年の年次総会であるとされ、定款内に「エホバ」の文字を含めた他、協会の会員資格、すなわち役員の選出に関わる選挙に投票する権利を得る資格について定めた、協会に対する「総額10ドル」という寄付額に関する条項が撤廃された。それら修正案は翌1945年に州裁判所の認可を得、新たな定款が正式に発効された。これにより、エホバの証人の反対者達によって組織が乗っ取られる事態を、事前に回避できるようになったとされる。

### 歴代会長
- チャールズ・テイズ・ラッセル（1884-1916）
- ジョセフ・フランクリン・ラザフォード（1917-1942）
- ネイサン・ホーマー・ノア（英語版）（1942-1977）
- フレデリック・ウィリアム・フランズ（英語版）（1977-1992）
- ミルトン・ジョージ・ヘンシェル（英語版）（1992-2000）
- ドン・オールデン・アダムス（英語版）（2000-2016）
- Robert Ciranko (2016–）

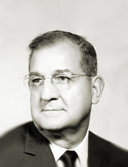
ネイサン・H・ノア
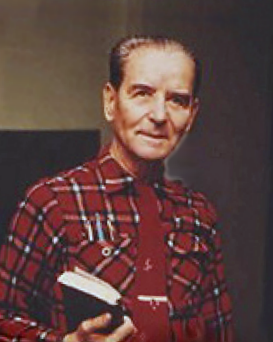
フレデリック・W・フランズ
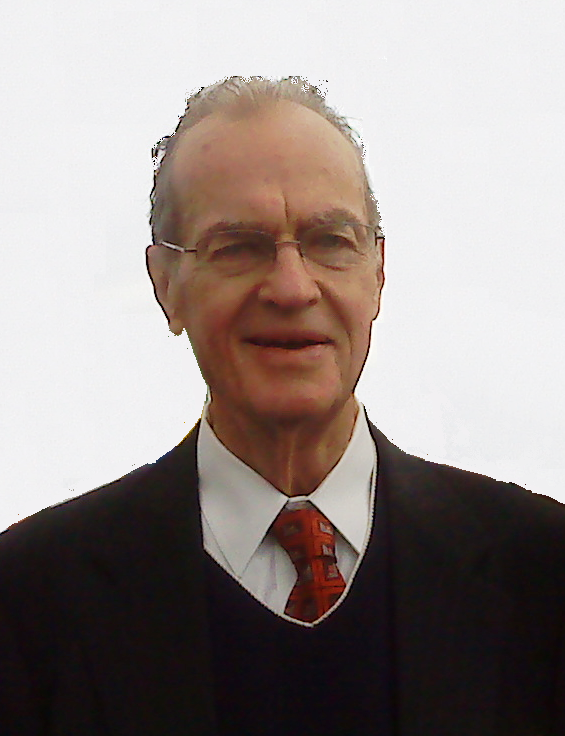
ドン・A・アダムス

## ニューヨーク法人 ものみの塔聖書冊子協会
世界規模の伝道活動を監督することを目的として1906年に設立され、設立時は「一般人の説教壇協会」と呼ばれた。また、設立と同時に本部機能もこちらへ移される。1939年には「ものみの塔聖書冊子協会」へ名称変更し、さらに1956年には、現在の「ニューヨーク法人 ものみの塔聖書冊子協会」へと名称変更した。会長職は、ペンシルバニア州のものみの塔聖書冊子協会の会長が兼任するのが普通である。

## その他、関連組織

### 国際聖書研究者協会
1914年6月30日にイギリスのロンドンで設立される。

### Christian Congregation of Jehovah's Witnesses（エホバの証人のクリスチャン会衆）
信者向け機関誌の集会ワークブック(旧 王国宣教)の著作権を管理しているが、その他の用途は不明である。

### フランスのエホバの証人クリスチャン協会
1979年、フランス政府の認可を受ける。同国の法律との関係で問題点が生じやすいため、現在は国の監視対象となっている。
- ウール県において労働法違反の嫌疑で調査された。
- 医療行為の制限について、協会による強要があったと判断された場合、強制解散の対象とされる。
- 1995年11月から1999年1月にわたって行なわれた税務調査の結果、強制課税手続きならびに1996年および1997年の申告税額に関して22,920,382ユーロの修正に加えて罰金および延滞金利として22,418,464ユーロの更正通知を受けた。告発対象となった会計処理は、同協会が信者たちから寄付として集めたものであった。フランスでは宗教団体への課税は免除されているので、協会側はこの措置が不当であるとして、2005年に欧州人権裁判所に提訴し、勝訴した。2012年12月11日、フランス政府は同協会に合計6,373,987.31ユーロ（約7億114万円）を返還した。[11]

### 宗教法人ものみの塔聖書冊子協会
1926年9月6日にアメリカ在住の日本人、明石順三が協会の任命を受けて来日。翌1927年の初頭に彼は神戸に支部を開設するが、その年の後半には東京の銀座へと移転、さらに荻窪へと移転し、そこに印刷工場を設置する。彼は組織の名称を灯台社と命名する。
1933年5月に治安維持法違反の嫌疑により、明石を含む数名が逮捕されるが、証拠不十分として釈放される。その後、1939年に日本（6月21日）、台湾（6月22日）、朝鮮（6月29日）の130人の灯台社関係者が一斉検挙され、大日本帝国が終戦を迎えるまで、その活動は停止状態にあった。
1947年、明石は戦後の活動再興のための支部統括を引き受けるにあたり、ノア会長宛てに協会の有り方に関する公開質問状を8月25日付で送付した。これに対しノア会長は「牧師会の会員中より除名」との書状を送付した。
戦後、宣教者が順次日本に派遣される。第一陣は1949年に来日したギレアデ第11期生であり、日本の各主要都市に宣教者の家が設けられる。1949年1月から1962年9月にかけて、東京都三田の宣教者の家が日本支部として利用される。木造2階建てであった事務所は鉄筋6階建ての建物に建て替えられ、1963年10月から再び機能し始める。1971年には静岡県沼津市に建設する支部事務所の設計図が完成し、1972年1月に着工開始。この建物は1973年4月28日に献堂される。1982年には神奈川県海老名市に支部事務所が移転する。
また、1965年には沖縄にも支部が開設され、沖縄の本土復帰後の1980年までその役割を果たす。
現在の日本国内における伝道者数は22万人超であり、プロテスタントの日本基督教団（信者数11万人超）や末日聖徒イエス・キリスト教会（モルモン教。信者数12万人超）より多く、キリスト教系教団ではカトリック（信者数約44万人）に次いで第2位であると推定される。